# Єзиди

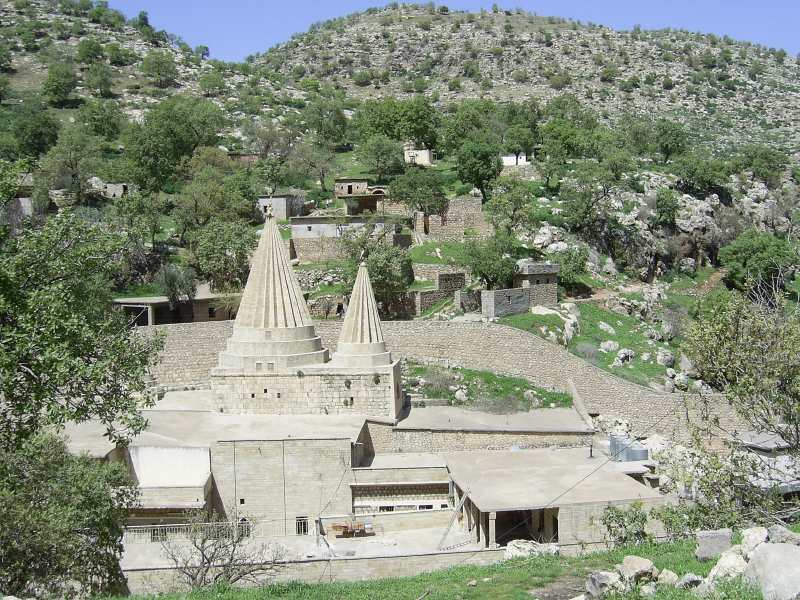
Лалеш — Святиня Єзидів

Єзи́ди (іноді язиди; самоназва — Êzidî, Êzîdî, Езіді, Аздані) — одна з національностей, які живуть на території кількох країн Близького Сходу та Кавказу. Сповідують єзидизм. Приблизна кількість єзидів у світі становить від 1,5 до 2 мільйонів осіб, основна маса яких проживає у північному Іраку, в Сирії, Вірменії, Грузії, Росії, Україні. Розмовляють діалектом курдської мови курманджи.

## Країни розселення
Живуть на півночі Іраку. Близько 100 тис. чол. проживають також в Туреччині, Сирії, Ірані, Вірменії, Грузії, Росії, Німеччині та інших. Загальна чисельність — понад 500 тис. чоловік. За оцінками єзидських організацій, загальна чисельність може досягати 2-3 млн осіб.

### Україна
Проживають також у південній частині України в Херсонській області (понад 5 тис. чоловік). Мігрували до України наприкінці 1980-х на початку 1990-х з Вірменії. Велика кількість єзидів проживає в селі Солонці Херсонської області. Переселення було викликано Спітакським землетрусом, а також початком затяжного карабаського конфлікту. У Вірменії єзиди проживали на захід від Єревана в районі Ечміадзіна, Октемберяна, Апарана у змішаних із вірменами поселеннях. Вірменські єзиди мають прізвища на -ан, -ян (Мамоян, Алоян) і зрідка на -ов (Омаров). В Україні також є і менша кількість грузинських єзидів, що переїхали із Тбілісі в період політичної кризи початку 1990-х. Вони мають прізвища на -швілі (Махашвілі). Окрім вірменських та грузинських єзидів, в Україні є незначна кількість єзидів із Близького Сходу, з котрими закавказькі єзиди контактують мало, як і з курдами взагалі. В Україні значна частина єзидів стала городянами. Вони займаються городництвом та гуртовою торгівлею картоплею, капустою, цибулею. Єзиди мають відокремлені кладовища. Так всіх померлих єзидів Києва і регіону ховають виключно на цвинтарі, створеному на захід від Києва у житомирському напрямку.
У 2010 р. була перша спроба відкрити в Києві філіал Міжнародної організації єзидів.

### Ірак
Основна територія компактного проживання єзидів — райони Айн-Сіфні, Синджар і Дохук в губернаторстві Мосул. У районі Дохука знаходиться і головна святиня єзидів — Лаліш (в XII ст. Шех Аді без кровопролиття повернув храм споконвічним господарям, до цього його захопили ассирійські ченці, якими опікувалися мусульманські правителі). Оцінки числа єзидів в Іраку коливаються від 30 тис. до 500 тис., найімовірніше, їх там близько 300—400 тис.
В Іраку єзиди здавна піддавалися переслідуванням, по-перше, через те, що були курдами (зокрема, за часів Саддама Хусейна), а по-друге, тому що були курдами не-мусульманами, тобто меншиною в меншині. Вони стають також об'єктами атак релігійних фанатиків. 14 серпня 2007 року внаслідок теракту у Синджарі загинуло 300 єзидів.
Єзиди з регіону Синджар — одні з тих, хто найбільше постраждав від «Ісламської держави». 3 серпня 2014 року бойовики «ІД» увійшли Синджар. Протягом кількох днів було вбито, за різними даними, від 5 до 7 тисяч людей, кілька тисяч жінок потрапили в рабство до «ІД». За даними Міжнародної організації з міграції, 90 % єзидів виїхало звідти до автономного Іракського Курдистану, Туреччини та інших країн. 13 листопада 2015 року курдські війська звільнили Синджар. Тоді ж світові медіа опублікували інформацію про знайдені масові поховання єзидів, убитих «ІД». Управління Верховного комісара ООН з прав людини визнало переслідування єзидів геноцидом.

### Вірменія
Єзиди мігрували до Вірменії у зв'язку з Першою світовою війною, тому що вони підтримували Російську імперію. Визначні єзидські діячі того часу Усьв Бег і Джангір-ага внесли великий внесок[куди?].
Абсолютна більшість єзидів Вірменії проживають у марзі (області) Арагацотн.
З 1990-х рр.. у Вірменії для цієї народності створюється писемність на основі кириличної графіки, ведеться викладання в початковій школі, видається газета «Данг Ездя» («Голос єзидів»).

### Туреччина
У Туреччині єзидські села представлені на південному сході країни, в мулах Мардін, Сирт, Шанлиурфа і Діярбакир.

### Росія
У Росії громади єзидів офіційно зареєстровані в Єкатеринбурзі, Іркутську, Нижньому Новгороді, Самарській області, Сургуті, Тулі, Ульянівській області і Ярославлі. З 1996 діє Ярославська обласна громадська організація «Єзиди». За переписом населення 2002 року в Росії проживає 31,3 тис. єзидів.